# Урисар, Хешуа
Хешуа Хесафет Урисар Батрес (исп. Jeshua Jesafeth Urizar Batres; род. 19 октября 2004) — гватемальский футболист, защитник клуба «Депортиво Миско».

## Клубная карьера
Урисар — воспитанник клуба «Депортиво Миско». 13 октября 2022 года в матче против «Антигуа» он дебютировал в гватемальской Лиги Насьональ.  

## Международная карьера
В 2022 году Урисар в составе молодёжной сборной Гватемалы принял участие в молодёжном Кубке КОНКАКАФ в Гондурасе. На турнире он сыграл в матчах против команд Сальвадора, Панамы, Арубы, Канады, Мексики и Доминиканы. 
В 2023 году Урисар принял участие в молодёжном чемпионате мира в Аргентине. На турнире он сыграл в матчах против команд Узбекистана, Аргентины и Новой Зеландии.